# Illis quorum
Illis quorum (łac. Illis quorum meruere labores) – złoty medal ustanowiony w 1785 przez króla Szwecji Gustawa III, nadawany za zasługi obywatelskie. Obecnie, od 1974, przyznawany jest przez szwedzki rząd za zasługi na rzecz miejscowej kultury, nauki lub społeczeństwa.

## Historia
Medal został ustanowiony w 1785 przez króla Gustawa III. Przed 1975 był nadawany przez króla Szwecji. Obecnie przyznaje go rząd Szwecji i do czasu przywrócenia systemu orderowego w 2022 był najwyższym odznaczeniem, jakie mogło zostać nadane indywidualnemu obywatelowi Szwecji. Łaciński napis w tłumaczeniu oznacza: „Tym, których czyny na to zasługują”.
Przyznawany jest w kolorze złotym oraz w rozmiarach 18, 12, 8 i 5. Nadawany jest średnio siedmiu osobom rocznie.

## Wybrani odznaczeni
- 1895: Sophie Adlersparre
- 1923: Eugeniusz Bernadotte
- 1927: Selma Lagerlöf
- 1928: Karol Bernadotte
- 1934: Johan Kempe, Oskar Bernadotte
- 1938: Elli Björkstén
- 1939: Gustaw VI Adolf
- 1940: Sigfrid Edström
- 1950: Elise Ottesen-Jensen
- 1952: Raoul Wallenberg
- 1960: Evert Taube
- 1978: Astrid Lindgren
- 1979: Ingrid Bergman
- 1981: Birgit Nilsson
- 1983: Birgit Cullberg
- 1984: Tage Erlander
- 1985: Astrid Lindgren, Sune Bergström
- 1986: Greta Garbo
- 1987: Gösta Bohman
- 1988: Eric Ericson
- 1991: Karin Söder, Ingvar Wixell
- 1992: Red Mitchell
- 1995: Sten Andersson
- 1997: Rudolf Meidner
- 1998: Olof Johansson, Thage G. Peterson
- 2001: Ola Ullsten
- 2002: Ilon Wikland, Lennart Nilsson, Monica Zetterlund, Per Anger
- 2003: Alice Babs, Birgitta Dahl
- 2005: Lennart Johansson
- 2008: Ralph Lundsten
- 2009: Barbro Lindgren
- 2010: Hans Rosling, Jesper Svenbro, Rosa Taikon
- 2012: Gunilla Bergström
- 2014: Jakob von Uexküll, Martin Widmark, Suzanne Osten
- 2016: Jan Eliasson
- 2018: Hans Blix